# La Couleur du paradis
Pour plus de détails, voir Fiche technique et Distribution.
La Couleur du paradis (en persan : رنگ خدا, Rang-e Khoda), est un film iranien réalisé par Majid Majidi, sorti en 1999. 

## Synopsis
Le film parle d’un garçon aveugle, Mohammad, qui est sorti d’une école spécialisée à Téhéran pour les vacances d’été. Son père, déshonoré et accablé par la cécité de Mohammad, arrive tard pour le récupérer et essaie de convaincre le directeur de l’école de garder Mohammad durant l’été. Le directeur refuse, donc le père de Mohammad l’emmène à la maison. 
Le père de Mohammad, qui est veuf, souhaite se marier avec une fille de son entourage et est en train de préparer la noce de mariage. Il rend visite aux parents de la jeune fille et leur offre des cadeaux pour obtenir leur consentement. Il essaie de cacher le fait qu'il a un fils aveugle car il craint qu’il soit de mauvais augure pour la famille de la jeune fille. 
Entre-temps, Mohammad se balade joyeusement autour des vallées de son village avec ses sœurs. Il touche et sent la nature autour de lui, compte les voix des animaux qu’il entend et les imite. Il démontre une attitude unique envers la nature, semble comprendre ses rythmes et sa texture comme un langage. Mohammad va à l’école locale avec ses sœurs et lit ses leçons dans son livre écrit en braille, ce qui amuse les enfants et le maître d’école. 
De crainte que la famille de son épouse n’apprenne au sujet de Mohammad, son père l’écarte et le laisse chez un charpentier aveugle qui accepte de le prendre comme apprenti. Le charpentier aveugle devient le mentor du garçon qui souhaite voir Dieu. Mohammad dit que Dieu ne l’aime pas, et voilà pourquoi Il le fait aveugle ; aux dires du maître d’école depuis qu’ils sont aveugles, Dieu les aime davantage. Le maître d’école dit aussi que Dieu est partout et qu’on peut sentir Dieu. Le charpentier dit seulement qu’il est d’accord avec le maître d’école et il s’en va. 
La grand-mère de Mohammad a le cœur brisé quand elle apprend que Hashem (le père de Mohammad) l’a laissé à un charpentier aveugle et elle tombe malade. Elle quitte la maison familiale, mais Hashem essaie de la convaincre d’y retourner en la questionnant sur sa destinée, se demandant pourquoi il a perdu son père lorsqu’il était encore un petit enfant, demandant pourquoi Dieu lui a enlevé sa femme et lui a infligé cette malédiction d’avoir un fils aveugle et réclamant de sa mère ce qu’elle a fait pour lui. La grand-mère de Mohammad s’évanouit sur son chemin donc Hashem la ramène à la maison. Elle meurt peu de temps après. La famille de la fille voit cet événement comme un mauvais augure et la noce de mariage est retardée.
Désespéré, le père de Mohammad décide de le ramener à la maison. Le film laisse entrevoir le déshonneur et la pitié que Hashem éprouve pour lui-même et son fils tout au long de l’intrigue. Il va chez le charpentier aveugle et ramène Mohammad. Il le monte sur le cheval de la famille et le conduit à leur village. Sur leur chemin, ils traversent un petit pont en bois. Tout d’un coup, le pont s’écroule et Mohammad et son cheval tombent dans le courant rapide de l’eau. Pour un moment, son père reste immobile se creusant la tête s’il doit aller au secours de son fils ou s’il faut finalement se libérer de ce fardeau une fois pour toutes. Au bout de quelques minutes il prend sa décision, se précipitant vers la rivière. Ils sont emportés tous les deux, le père et Mohammad, par le courant rapide de la rivière. 
À la fin du film, le père de Mohammad ouvre ses yeux sur les sables au bord de la mer Caspienne et trouve Mohammad pas loin de lui gisant à terre. Il le prend dans ses bras en pleurant, mais à la fin de l’histoire, les doigts du garçon bougent de la même manière que lorsqu’il lisait le langage de la nature. La main rougeâtre au coucher du soleil est, probablement, le signe que Mohammad est en contact direct avec Dieu et le paradis.

## Fiche technique
- Titre : La Couleur du paradis
- Titre original : رنگ خدا (Rang-e Khoda)
- Réalisation : Majid Majidi
- Scénario : Majid Majidi
- Musique : Kayvan Jahanshahi et Alireza Kohan Deyri
- Photographie : Mohammad Davudi
- Montage : Hassan Hassandoost
- Production : Ali Ghaemmaghami, Mehdi Karimi, Mehdi Mahabadi et Mohsen Sarab
- Société de production : Varahonar Company
- Société de distribution : Mars Distribution (France)
- Pays :  Iran
- Genre : Drame
- Durée : 90 minutes
- Dates de sortie : 
  -  Iran : 8 février 1999 (festival du film de Fajr)
  -  France : 24 janvier 2001

## Distribution
- Hossein Mahjoub : père de Mohammad
- Mohsen Ramezani : Mohammad
- Salameh Feyzi : la grand-mère de Mohammad
- Farahnaz Safari : la sœur aînée de Mohammad
- Elham Sharifi : la sœur cadette de Mohammad
- Behzad Rafi : un maître d'école
- Mohamad Rahmani : un maître d'école
- Morteza Fatemi : le charpentier
- Kamal Mirkarimi : le directeur d'école
- Masoome Zinati : la jeune fille
- Zahra Mizani : la maîtresse d'école
- Ahmed Aminian : le père de la jeune fille
- Moghadam Behboodi : le maire de village
- GanAli Khorami : le villageois